# Веве (символ)
Веве — религиозный символ, обычно используемый в гаитянском вуду. Во время религиозных церемоний веве выступает в качестве «маяка» или «пригласительного билета» для духов лоа и представляет их во время ритуала.

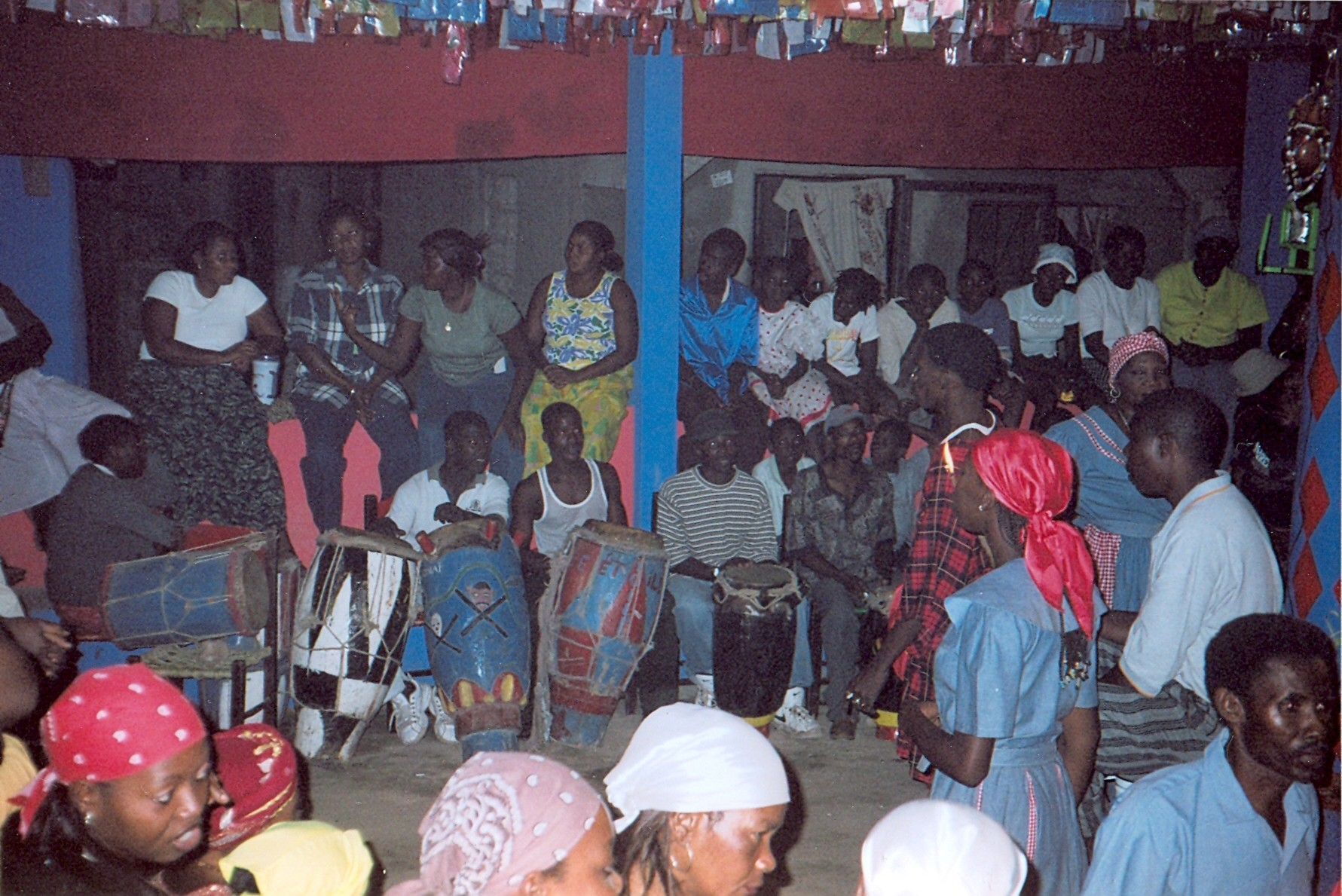
Церемония вуду в городе Жакмель, Гаити

## История
Символы веве предположительно происходят от идеографической письменности нсибиди, распространённой среди нигерийских народов игбо и экои. Также существует мнение, что они были заимствованы у таино, коренных жителей Гаити.

## Функция
Согласно Мило Риго, «веве представляют собой воплощение астральных сил… Во время церемоний вуду веве обязывают лоа спуститься на землю». Другие авторы называют их своеобразным «пригласительным билетом» для лоа. У веве встречаются региональные различия, но почти всегда они изображают в стилизованной форме символы и атрибуты, присущие тому или иному лоа. Например, на веве Папы Легба изображены крест и трость, на веве Дамбалы — две змеи, параллельно расположенные вокруг палки, или треугольник вокруг креста, а на веве Барона Самеди — крест на алтаре или гробе, часто в окружении других гробов. По подсчётам исследователей, всего существует более 400 вариантов веве.
Не все жрецы вуду используют веве. Некоторые считают, что эти символы происходят от пентаграмм, заимствованных африканскими рабами у колонизаторов, и являются исключительно западным влиянием на вуду. Другие видят в веве наследие таино. Мари-Хосе Сен-Ло приводит слова жреца, который рисует веве «только для красоты», поскольку «даже простой крест способен призвать бога».

## Использование
Во время вудуистского ритуала жрецы — хунганы (мужчины-жрецы) или мамбо (женщины-жрицы) — чертят веве на полу вокруг митана — столба в центре святилища, символизирующего дорогу богов. На веве обычно размещаются жертвы и приношения богам. Участники ритуала не наступают на них, пока все присутствующие не обращаются в танец, а некоторые из них не впадают в транс. Для рисования веве обычно используются различные порошкообразные вещества — кукурузная или пшеничная мука, зола, растёртая древесная кора, порошок красного кирпича или порох, хотя конкретный материал зависит от проводимого ритуала. В гаитянском вуду часто используют смесь кукурузной муки и древесной золы. Также веве иногда рисуют на стенах или вышивают на тканях и флагах.

## Аналоги в других культурах
Маргарет Арман сравнивает веве с мандалами, буддистскими сакральными изображениями, и с ритуальными рисунками на песке в культуре индейцев навахо.

## Галерея

Веве Айизан[англ.]
Веве Барона Самеди
Веве Мама Бриджит[англ.]
Веве Дамбалы
Веве Папы Легба
Веве Огуна